# Paleopatologia
Paleopatologia – dział nauki, powiązany z archeologią, antropologią i medycyną, zajmujący się zmianami chorobowymi dającymi się stwierdzić w badaniach szczątków ludzi, a także innych zwierząt i roślin, pochodzących z populacji pradziejowych i historycznych. Oprócz określenia jednostki chorobowej dostarcza informacji też o jej przyczynie, zmienności i drogach rozprzestrzeniania się. Badania paleopatologiczne wymagają ścisłej współpracy badacza z lekarzami.